# سد نمرود
سد نمرود سدی مخزنی و در دست ساخت در شهرستان فیروزکوه، واقع در استان تهران است که احداث آن از سال ۱۳۸۴ آغاز شده و تا سال ۱۳۹۰ در حدود ۶۵ درصد پیشرفت فیزیکی داشته‌است. این سد در ۱۷ کیلومتری جنوب غربی شهر فیروزکوه و تقریباً دو کیلومتری پایین دست روستای سله بن بر روی رود حبله‌رود و در ارتفاع ۲۰۲۰ متر از سطح دریا در دست احداث است. هدف از ساخت این سد تأمین سالیانه ۱۱۹٫۵ میلیون متر مکعب آب به منظور نیازهای کشاورزی دشت گرمسار و چزکین و همچنین برآوردن آب شرب شهر گرمسار و نیز برطرف‌سازی نیازهای بخش صنعت شهرستان فیروزکوه به آب در حوضهٔ آبریز رخاه حبله‌رود بوده‌است.
به گفتهٔ شاهرخ رامین، نمایندهٔ مجلس هشتم شورای اسلامی در حوزهٔ انتخابی دماوند و فیروزکوه در مصاحبه با خبرنگار خانهٔ ملت، از حدود ۱۲۰ میلیون متر مکعب آب قابل تنظیم این سد، به مرز ۹۰ میلیون متر مکعب برای مصارف کشاورزی ۳۰ میلیون متر مکعب حوزهٔ صنعت و آب شرب اختصاص خواهد یافت. وی اذعان داشت که با آبگیری این سد روستای سُله بن به زیر آب خواهد رفت و هزینهٔ خریداری اراضی روستایی این منطقه ۴۵ میلیارد تومان برآورد می‌شود.
سد نمرود دارای مخزنی با حجم ۱۳۹ تریلیون متر مکعب و حجم مفید ۱۲۰ میلیون متر مکعب و بدنهٔ خاکی با هستهٔ رسی، و همچنین ارتفاع از پی ۸۲ متر و طول و عرض تاج ۶۸۰ و ۱۲ متر است. ارتفاع این سد در طرح اولیه ۱۲۰ متر در نظر گرفته شده بود. حجم مصالح خاکریزی شده در اینوررز آ اعاجی آزاد با شیب سرریز ۱۶ و ۲۱ درصد و عرض سرریز ۲۲ متر است. این سد دارای یک دیوار آب‌بند از جنس بتن پلاستیک ده آب‌بند تزریق است.